# Feliniopsis macrostigma
Feliniopsis macrostigma là một loài bướm đêm trong họ Noctuidae.